# Pterodroma leucoptera
A grazina de Gould ou freira-de-garganta-branca (Pterodroma leucoptera) é uma espécie de ave marinha da família Procellariidae.
Pode ser encontrada nos seguintes países: Samoa Americana, Antarctica, Austrália, the Ilhas Cook, Polinésia Francesa, Nova Caledónia, Nova Zelândia, Niue, Ilha Norfolk, Peru, Pitcairn e Wallis e Futuna Islands.
Os seus habitats naturais são: florestas subtropicais ou tropicais húmidas de baixa altitude e mar aberto.
Está ameaçada por perda de habitat.